# German Stepanovič Titov
(German Stepanovič Titov)
German Stepanovič Titov (in russo Герман Степанович Титов?; Polkovnikovo, 11 settembre 1935 – Mosca, 20 settembre 2000) è stato un cosmonauta sovietico.

## Biografia
Dopo Jurij Gagarin fu il secondo uomo nello spazio. Il 6 agosto 1961 venne lanciato a bordo della Vostok 2 per effettuare una missione della durata di circa 25 ore. Con i suoi 25 anni, al momento della sua prima (ed unica) missione, risulta a tutt'oggi come cosmonauta/astronauta più giovane a volare nello spazio.
Nonostante si fosse preparato insieme a Gagarin ad eseguire il primo volo in assoluto di un essere umano nello spazio, dovette lasciare tale onore al suo collega che venne preferito dal direttivo politico sovietico che considerò Gagarin più idoneo al raggiungimento degli scopi politici della missione a causa delle origini dello stesso. Gagarin era infatti figlio di un falegname e di una contadina, ed aveva lavorato come metalmeccanico prima di entrare nell'aeronautica, mentre Titov era figlio di un insegnante, e non aveva lavorato prima di entrare nella VVS.
Durante la sua missione fu la prima persona ad essere affetta dalla malattia dello spazio, cioè un malessere tipico delle persone in volo nello spazio con sintomi simili al mal di mare dovuti particolarmente alla difficoltà dell'organismo all'adattamento alle condizioni di assenza di forza di gravità. Fu anche la prima persona a vomitare e a dormire nello spazio. Inoltre la missione di Gagarin fu quasi completamente automatizzata, mentre in quella di Titov dovette far ricorso ai comandi, e fu il primo a fare fotografie manuale e riprese cinematografiche dallo spazio. Per i collegamenti via radio di questa missione scelse il nomignolo di Орёл (Orël, it. "aquila").
La frase: "Qualche volta la gente dice che Dio è nei cieli, io guardavo intorno con attenzione tutto il giorno, ma non ho trovato nessuno lì, non ho visto né angeli né Dio", attribuita anche a Gagarin, è in realtà di Titov, e fu pronunciata dopo il rientro della missione, in una visita di cortesia negli Stati Uniti, in cui incontrò anche molti dei futuri cosmonauti/astronauti americani.
Successivamente alla sua missione nello spazio, Titov assunse diverse posizioni nel direttivo dei programmi spaziali sovietici, fino al suo ritiro definitivo avvenuto nel 1992. Fu anche pilota collaudatore e fu scelto come primo equipaggio della navetta Spiral (o Mig 105-11, che però fu cancellata). Nel 1995 venne eletto membro del Parlamento russo (la Duma di Stato) quale membro del partito comunista russo. Morì d'infarto nella sua sauna all'età di 65 anni.
Titov è pluridecorato di onorificenze, tra le quali bisogna particolarmente sottolineare i due ordini di Lenin, e le onorificenze internazionali. Gli venne conferito pure il titolo di "eroe del lavoro socialista bulgaro", "eroe del lavoro del Vietnam" ed "eroe della Mongolia". In suo onore venne nominato un cratere lunare che si trova sulla "faccia oscura" della Luna.
Titov è cittadino onorario della città di Lipsia.

## Galleria d'immagini

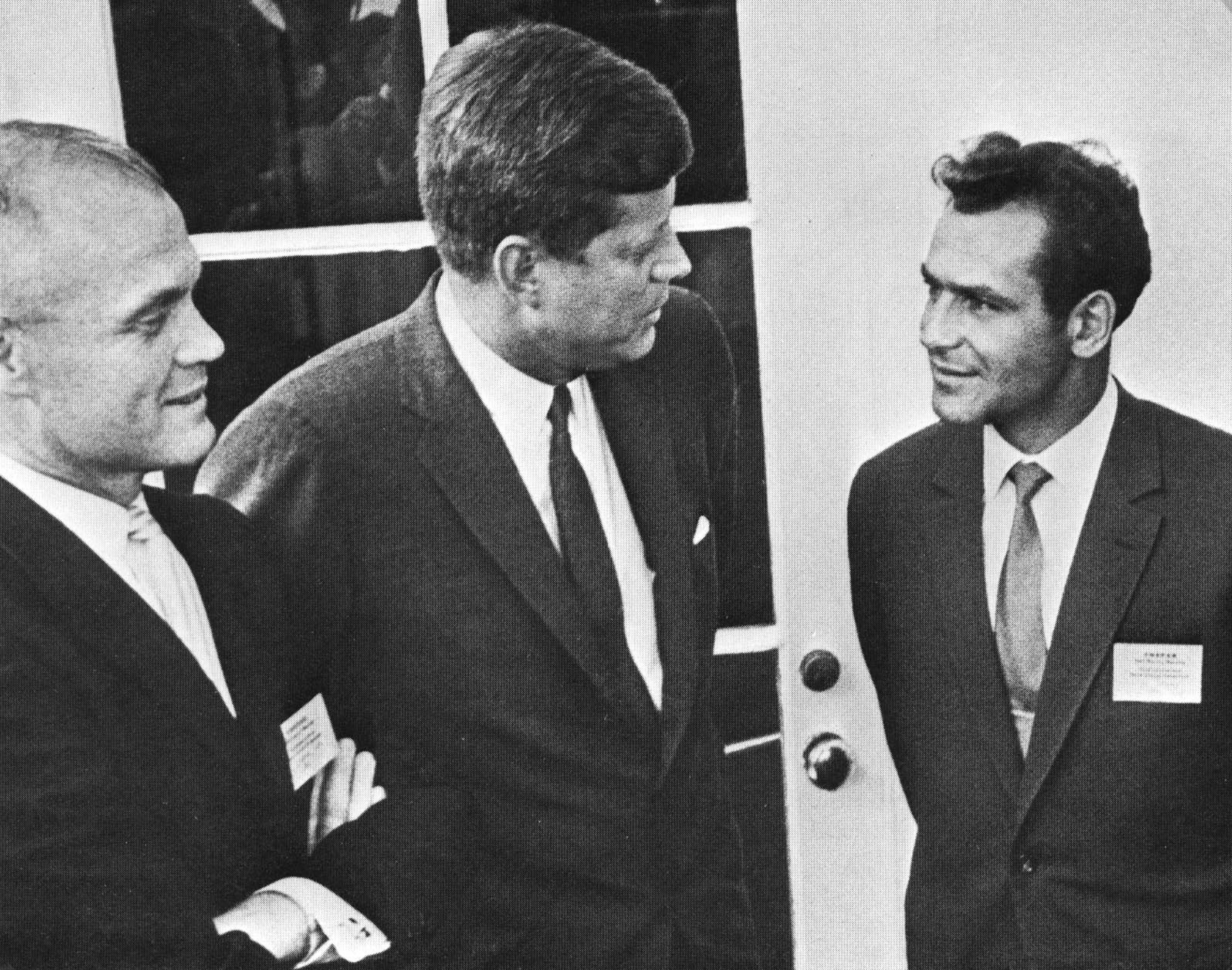
German Titov (a destra) alla Casa bianca, con l'astronauta americano John Glenn (a sinistra) e il Presidente John Kennedy
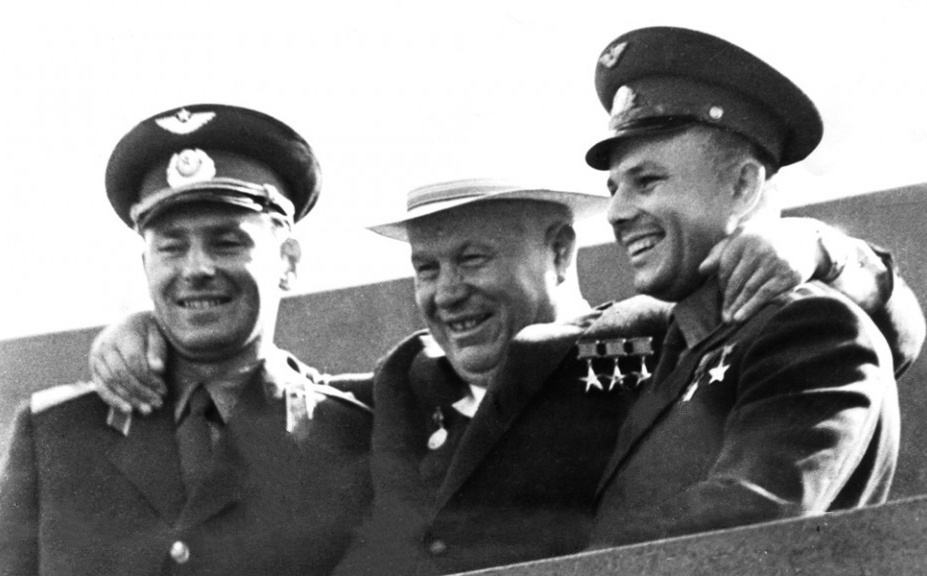
Titov con Nikita Chruščëv e Jurij Gagarin nella Piazza Rossa nel 1961